# Huracà Emily (2005)
L'Huracà Emily va ser un poderós cicló tropical primerenc de la temporada d'huracans de l'Atlàntic de 2005 que va causar greus destrosses al llarg del Mar Carib i fins a Mèxic. Va ser el cinquè cicló tropical amb nom propi, el tercer huracà, el segon gran huracà, i el primer huracà de categoria 5 de l'excepcional temporada d'huracans de l'Atlàntic de 2005.
La tempesta es va formar el 10 juliol al centre de l'oceà Atlàntic com un huracà de tipus cap Verd i va sobrepassar les illes de Sobrevent el 14 de juliol. La tempesta es va anar intensificant gradualment seguint una trajectòria general d'oest-nord-oest mentre travessava el Carib. L'Emily va esdevenir un huracà de categoria 5 el 16 de juliol quan la seva pressió va descendir fins als 929 hPa i els vents sostinguts eren de 260 km/h. El sistema va fer recalada a la península de Yucatán com un cicló de categoria 4. L'Emily va sortir posteriorment al Golf de Mèxic i es va reorganitzar després de creuar ràpidament la península. El 20 de juliol, la tempesta va colpejar Tamaulipas com un gran huracà i es va dissipar ràpidament en les 24 hores següents.
L'Emily es va convertir en l'huracà més fort format abans de l'agost batent així el rècord anterior de l'huracà Dennis registrat només 6 dies abans. També es va convertir en l'huracà de categoria 5 més primerenc a l'Atlàntic, després de formar-se quasi tres setmanes abans que l'anterior rècord que tenia l'huracà Allen; també va ser el més primerenc i l'únic huracà de categoria 5 que s'havia format abans de l'agost.

## Història meteorològica

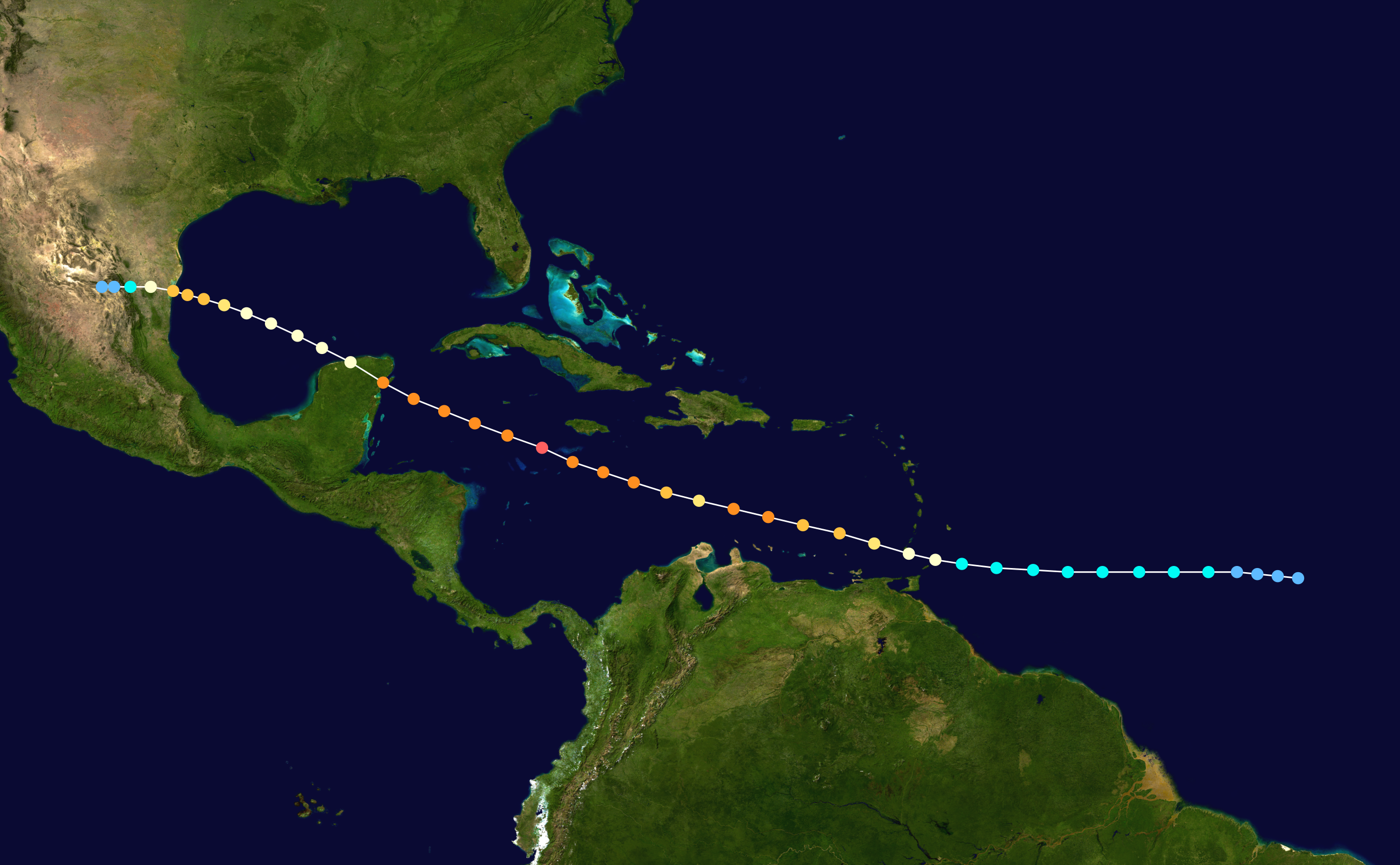
Trajectòria de la tempesta

La depressió tropical Cinc es va formar al centre de l'Atlàntic tropical la tarda del 10 de juliol. La nit de l'11 de juliol es va enfortir i va ser anomenada tempesta tropical Emily. Es preveia que la tempesta es reforcés ràpidament i que es dirigís en direcció oest-nord-oest fins a les Grans Antilles. En comptes d'això, l'Emily es va traslladar cap a l'oest, cap a les illes de Sobrevent, on es va mantenir com una tempesta tropical moderada. La tempesta va llanguir-se mentre que es movia ràpidament a l'oest i va lluitar per mantenir la seva forma. L'anterior Huracà Dennis havia escalfat encara més petites zones del mar Carib, a diferència del que succeeix habitualment amb els huracans, els quals deixen un romanent fred al seu pas, fet que va propiciar el desenvolupament de nous ciclons tropicals. A última hora del 13 de juliol, Emily es va intensificar ràpidament i va aconseguir la categoria d'huracà en passar Tobago i en entrar al Carib oriental. El 14 de juliol, l'Emily va tocar terra al nord de Grenada amb vents de 145 km/h.
L'endemà i després d'entrar al sud-est del Mar Carib, una regió generalment desfavorable per a la intensificació, la tempesta va recuperar la tendència d'intensificació i la pressió central del cicló va caure amb celeritat. Com a reacció els vents de l'huracà Emily van augmentar i durant poc temps la tempesta va assolir l'estatus de Categoria 4 a les primeres hores del 15 de juliol. Al llarg del dia, la força de la tempesta va fluctuar considerablement i va caure fins a la Categoria 2 per després recuperar la Categoria 4. El 16 de juliol, l'Emily es va enfortir significament, es va convertir en l'huracà més fort que s'havia format en el mes de juliol (amb vents màxims de 260 km/h) i en l'huracà de Categoria 5 més primerenc de la conca atlàntica. En un primer moment, es va creure que Emily havia tocat sostre com a cicló de Categoria 4, però l'anàlisi posterior de la tempesta va aclarir que havia esdevingut un huracà de Categoria 5. La tempesta es va afeblir lleugerament mentre avançava cap a l'oest i va mantenir la Categoria 4 en passar pel sud de Jamaica i, el 17 de juliol, per les Illes Caiman. L'huracà Emily va continuar el seu camí gairebé en línia recta cap a l'oest-nord-oest, fet que el va debilitar una mica. Tot i així, va mantenir la Categoria 4 fins a colpejar Cozumel just abans de recalar a Playa del Carmen a les 06:30 UTC del 18 de juliol. Els vents sostinguts van ser de 215 km/h i la paret de l'ull va passar sobre Cozumel.

Huracà Emily abans de recalar el 17 de juliol de 2005

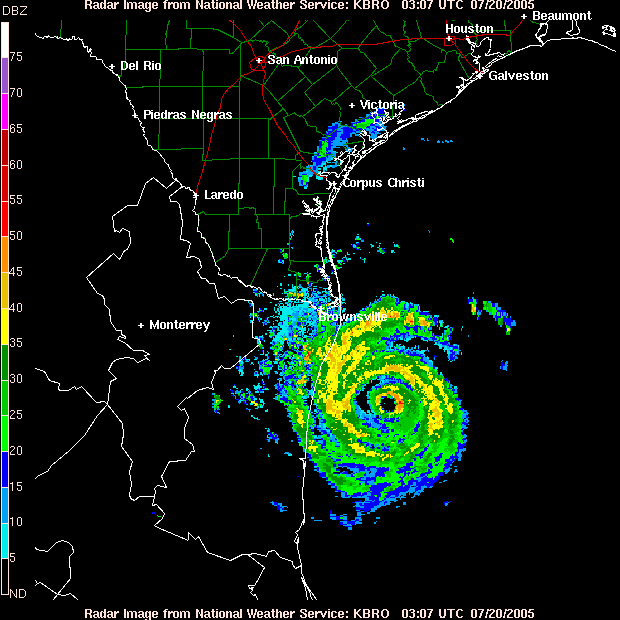
Emily vist des del NEXRAD del National Weather Service americà a Brownsville (Texas) el 20 de juliol a les 03:07 UTC. L'ull del cicló es veu clarament i està envoltat per fortes tempestes. En el moment de la imatge, l'Emily era un huracà de categoria 3 amb vents de 205 km/h, es movia cap a l'oest-nord-oest a 11 km/h i estava a uns 160 km de distància d'on recalaria.

El centre de circulació va passar pel Golf de Mèxic al migdia. El centre de circulació es va veure interromput pel seu pas per terra ferma; es va afeblir fins a esdevenir un huracà menor amb vents de 120 km/h. No obstant això, el seu pas durant diverses hores per les aigües càlides del golf occidental li proporcionaren l'energia necessària per regenerar-se i, per tant, a mitjanit la velocitat del vent va incrementar-se de nou. El corrent de sortida d'Emily es va tornar molt simètric, tot i que els vents més forts de l'huracà es trobaven a tres distàncies diferents del centre. Tanmateix, els radis de vent exteriors van acabar amainant i el nucli va prevaldre. El resultat d'això va ser que el nucli intern es va enfortir ràpidament durant la tarda del 19 de juliol. En només poques hores, la pressió va descendir 30 hPa i el vent va passar de 145 km/h a més de 200 km/h.
Els pronòstics indicaven que el cicló s'enfortiria, però no va ser així. El moviment de la tempesta es va reduir i el centre va començar a trontollar erràticament cap a la costa. La tempesta va tocar terra a les 11:00 UTC del 20 de juliol prop de San Fernando (Tamaulipas). La tempesta va registrar vents sostinguts de 200 km/h que equivalien a un huracà de Categoria 3 en l'escala d'huracans de Saffir-Simpson. Es va dissipar a Sierra Madre Oriental el 21 de juliol després d'avançar per l'interior nord-est de Mèxic.

## Preparatius
A Mèxic, desenes de milers de turistes i residents van ser evacuats dels complexos hotelers de les zones de Cancun, la Riviera Maya i Cozumel. Els clients dels hotels van ser evacuats el dissabte a la tarda, i el personal la tarda de diumenge. En els hotels més moderns i segurs es va oferir la possibilitat a alguns clients allotjats a les habitacions del tercer pis en amunt de ser traslladats a refugis i centres d'acollida del centre de Cancun o de quedar-se i esperar que passés la tempesta. La majoria dels hostes van ser confinats a les seves habitacions i no se'ls va permetre sortir de les zones de platja. No es va vendre alcohol a Cancun durant les 36 hores abans de l'arribada de la tempesta per provar d'evitar que els turistes beguessin i patissin accidents durant la nit. Dos pilots d'helicòpter van morir quan l'aeronau es va estavellar durant l'evacuació d'una plataforma petroliera operada per Pemex a alta mar. Un resident alemany es va electrocutar mentre era al seu terrat a Playa del Carmen.

## Impacte
| País         | Morts | Danys (USD)   |
| Grenada      | 1     | 110,4 milions |
| Jamaica      | 5     | 65 milions    |
| Haití        | 5     | N/A           |
| Hondures     | 1     | N/A           |
| Mèxic        | 5     | 834,3 milions |
| Estats Units | 0     | 4,8 milions   |
| Total        | 17    | 1014 milions  |

### El Carib
El 14 de juliol, l'Emily va impactar a Grenada que encara s'estava recuperant dels efectes de l'Huracà Ivan ocorregut menys d'un any abans. L'Emily va provocar un mort i danys significatius a la part nord del país, fins i tot a Carriacou que havia esquivat els pitjors efectes de l'Ivan. Va destruir 16 cases i més de 200 més van resultar danyades, incloent-hi dos dels principals hospitals que es van inundar. Els danys totals a Grenada van arribar als 110,4 milions de dòlars.
Es van registrar esllavissades de terra a l'est de Jamaica, provocades per les fortes pluges que la tempesta va provocar al sud de l'illa. Cinc persones van morir a causa d'un accident provocat per les inundacions. Els danys a Jamaica es van estimar en 65 milions de dòlars. També es va informar de destrosses a Trinitat i Tobago, on els ensorraments i les inundacions van malmetre diverses llars. A Hondures, un home va morir ofegat en la crescuda d'un riu a causa de la pluja.

### Mèxic

#### Península del Yucatán
S'esperaven danys generalitzats a la Península del Yucatán atès que l'huracà va recalar a la Península del Yucatán el dia 18 de juliol com un huracà de categoria 4 amb vents de 215 km/h, però aquests es van concentrar en una àrea petita al voltant del nucli d'Emily. Les zones de Playa del Carmen, Tulum i Cozumel van ser les que van patir l'impacte més sever. En alguns casos, els pals elèctrics de formigó es van trencar enmig de poderoses ràfegues de vent. A causa del moviment relativament ràpid d'Emily, les precipitacions no van ser molt abundants i van acumular un màxim de 120 mm. Hi ha pocs informes meteorològics del pas d'Emily pel Yucatán, encara que una estació oficial va registrar una maror ciclònica de 4,6 m a San Miguel, Cozumel. En el continent, les marors van ser generalment de menys d'un metre. Addicionalment, les onades van arribar a 4 m i es va crear una certa erosió de les platges danyant les dunes i els esculls de corall. A més a més, 1,1 km de murs de contenció van patir danys i van deixar aquestes zones vulnerables a possibles futures inundacions provocades per tempestes.
Els forts vents produïts per l'Emily van causar un impacte considerable a Quintana Roo, especialment en el municipi de Solidaridad, deixant prop de 200.000 habitatges sense electricitat. Pel que fa als danys estructurals, 851 llars es van veure afectades en major o menor grau. Al voltant de 5.400 hectàrees de boscos i terres de conreu es van veure afectades per la tempesta, i algunes extensions de boscos es van esfullar. Les pèrdues més importants associades amb l'huracà van tenir a veure amb la indústria turística, amb hotels que van valorar els danys en 947 milions de pesos. Més de 12.500 habitacions, gairebé una cinquena part de les places hoteleres de l'estat, van patir danys. En general, les destrosses a l'estat van ascendir als 1110 milions de pesos. Els escassos danys ocasionats a la zona van ser motiu d'orgull pels mexicans. El president Vicente Fox que visità Cancun i Cozumel després de l'impacte del cicló, destacà la bona preparació del país davant d'aquests fenòmens.

#### Nord-est de Mèxic
L'Emily va recalar de nou a la costa nord-est de Mèxic com a huracà de categoria 3 i va provocar danys significatius. A la comunitat pesquera de la Laguna Madre, més del 80% dels edificis van ser destruïts a conseqüència de les onades. Diverses comunitats remotes de la costa de Tamaulipas van quedar aïllades després de la tempesta i es van reportar grans inundacions a la costa, a banda de les destrosses pel fort vent que van deixar nombroses cases destruïdes. A Monterrey, a l'interior, també es van registrar inundacions.
Les comunicacions a la zona de la Riviera Maya van veure's dificultades després de la tempesta, alguns telèfons mòbils no rebien cobertura de la zona, les línies terrestres van caure i en alguns llocs tampoc no hi havia electricitat. Es van evacuar aproximadament 18.000 persones de 20 comunitats en zones de baixa altitud a l'estat de Tamaulipas, al sud de la frontera amb els Estats Units. Els danys a Mèxic va ascendir a 8870 milions de pesos, tenint en compte les pèrdues sofertes per la indústria petroliera,.

### Texas

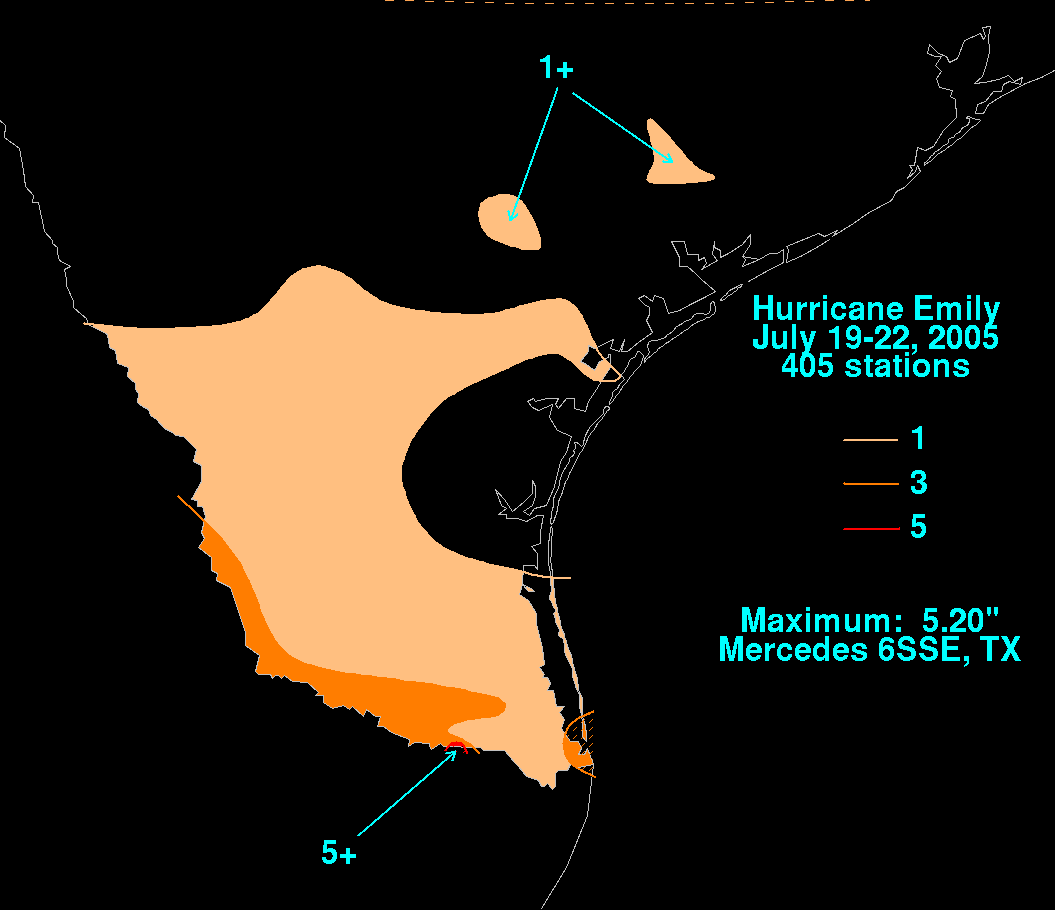
Pluges registrades als Estats Units durant el pas de l'Emily

Al sud de Texas, els danys va ser relativament menors malgrat la proximitat de la tempesta. Algunes parts de l'estat van experimentar vents de tempesta tropical i ràfegues de fins a 100 km/h, que van provocar danys a les teulades d'alguns edificis. Al llarg de la costa, algunes parts de l'autopista estatal 100 es van inundar a causa de les onades de fins a 1,30 m. No es van reportar danys estructurals significatius, malgrat la caiguda d'alguns arbres i els més de 30,000 abonats que es van quedar sense electricitat. La tempesta va acumular quantitats màximes de 132 mm a Mercedes, Texas. Fins a vuit tornados van tocar terra a Texas com a resultat de l'Emily que van malmetre o destruir diverses cases. Malgrat tot, la pluja va tenir un efecte positiu a l'oest de Texas, perquè va alleugerir la sequera persistent que afectava la zona. Les pèrdues totals en l'agricultura van ser de 4,7 milions de dòlars i en els habitatges de 225.000 dòlars.